# 奧內米亞 (明尼蘇達州)
奧內米亞（英語：Onamia，/oʊˈneɪmiːə/ oh-NAYM-ee-ə）是一個位於美國明尼蘇達州密爾湖縣的城市。

## 人口
根據2020年美國人口普查的數據，奧內米亞的面積為2.59平方千米，當中陸地面積為2.54平方千米，而水域面積為0.05平方千米。當地共有人口784人，而人口密度為每平方千米303人。